# María Talavera Broussé

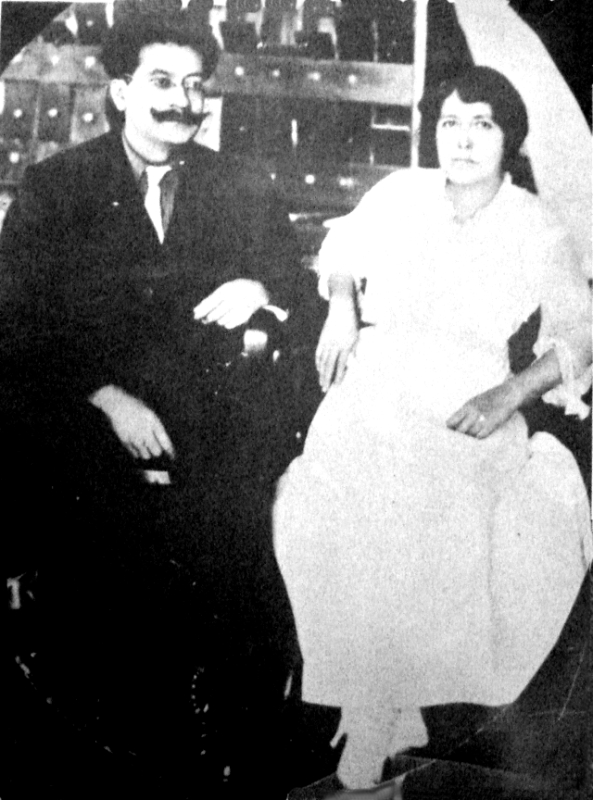
Ricardo Flores Magón y María Talavera Broussé.

María Talavera Broussé (n. 1867 - f. Ensenada, Baja California; septiembre de 1946), integrante del Partido Liberal Mexicano y compañera sentimental de Ricardo Flores Magón durante su exilio en los Estados Unidos. 

## Biografía
María Talavera era madre de Lucía Norman, que tuvo con el licenciado Martín Epstein Norman, juez de primera instancia en el gobierno de Porfirio Díaz, cuando conoció a Flores Magón, a quien acompañó desde sus años de prisión anteriores a la Revolución mexicana de 1910. 
Muertos Flores Magón y su hija Lucía, María Talavera vivió en Colima, lugar donde refería le habían quemado documentos y ejemplares de Regeneración y después en Michoacán donde, por recomendaciones de Lázaro Cárdenas del Río, fue ayudada para que cambiara su residencia a Ensenada; ahí le construyeron una pequeña casa de adobe.
Hasta que la edad se lo permitió, continuó difundiendo escritos anarquistas provenientes del centro del país. Murió en la miseria y sin familia en septiembre de 1946.